# Federico VII di Baden-Durlach
Federico VII Magnus di Baden-Durlach (Ueckermünde, 23 settembre 1647 – Durlach, 25 giugno 1709) fu margravio di Baden-Durlach dal 1677 al 1709.
Era figlio di Federico VI, margravio di Baden-Durlach, e di Cristina Maddalena del Palatinato-Zweibrücken-Kleeburg.
Alla morte del padre, nel 1677, gli succedette come margravio. Prese parte alla Guerra della Grande Alleanza sino al 1688. Con la pace di Rijswijk del 1697, ottenne anche il titolo di margravio di Basilea, per lo più formale. Fu coinvolto nella guerra di successione spagnola, con combattimenti che si svolsero anche nelle sue terre
Federico VII morì nel 1709. Alla guida del margraviato gli succedette il figlio Carlo Guglielmo.

## Matrimonio e figli
Friedrich VII, il 15 maggio 1670 a Husum, sposò Augusta Maria di Holstein-Gottorp, figlia del duca Federico III di Holstein-Gottorp e della duchessa Maria Elisabetta di Sassonia.
Da queste nozze nacquero i seguenti eredi:
- Federico Magnus (13 gennaio-24 febbraio 1672)
- Federica Augusta (21 giugno 1673-27 luglio 1674)
- Cristina Sofia (17 dicembre 1674-22 gennaio 1676)
- Claudia Maddalena Elisabetta (15 novembre 1675-18 aprile 1676)
- Caterina (10 ottobre 1677-11 agosto 1746), sposò il 19 giugno 1701 il conte Giovanni Federico di Leiningen-Hartenburg
- Carlo Guglielmo, margravio di Baden-Durlach 1709-1738 (17 gennaio 1679-12 maggio 1738)
- Giovanna Elisabetta (3 ottobre 1680-2 luglio 1757), sposò il 16 maggio 1697 il duca Eberardo Ludovico di Württemberg
- Albertina Federica (3 luglio 1682-22 dicembre 1755), sposò il 3 settembre 1704 il duca Cristiano Augusto di Schleswig-Holstein-Gottorp
- Cristoforo (9 ottobre 1684-2 maggio 1723)
- Carlotta Sofia (1º marzo 1686-5 ottobre 1689)
- Maria Anna (9 luglio 1688-8 marzo 1689)

## Ascendenza
|                                                        |                                       |                                     | Genitori                            |  |  | Nonni |  |  | Bisnonni                          |  |  | Trisnonni                 |  |
|                                                        |                                       |                                     |                                     |  |  |       |  |  | Giorgio Federico di Baden-Durlach |  |  | Carlo II di Baden-Durlach |  |
|                                                        |                                       |                                     |                                     |  |  |       |  |  | Giorgio Federico di Baden-Durlach |  |  | Carlo II di Baden-Durlach |  |
|                                                        |                                       | Anna di Valdenz                     |                                     |  |  |       |  |  | Giorgio Federico di Baden-Durlach |  |  |                           |  |
| Federico V di Baden-Durlach                            |                                       |                                     |                                     |  |  |       |  |  | Giorgio Federico di Baden-Durlach |  |  |                           |  |
|                                                        |                                       | Giuliana di Salm-Neuville           | …                                   |  |  |       |  |  |                                   |  |  |                           |  |
|                                                        |                                       | Giuliana di Salm-Neuville           | …                                   |  |  |       |  |  |                                   |  |  |                           |  |
|                                                        |                                       | Giuliana di Salm-Neuville           | …                                   |  |  |       |  |  |                                   |  |  |                           |  |
| Federico VI di Baden-Durlach                           |                                       | Giuliana di Salm-Neuville           |                                     |  |  |       |  |  |                                   |  |  |                           |  |
|                                                        |                                       | Federico I di Württemberg           | Giorgio I di Württemberg-Mömpelgard |  |  |       |  |  |                                   |  |  |                           |  |
|                                                        |                                       | Federico I di Württemberg           | Giorgio I di Württemberg-Mömpelgard |  |  |       |  |  |                                   |  |  |                           |  |
|                                                        |                                       | Federico I di Württemberg           | Barbara d'Assia                     |  |  |       |  |  |                                   |  |  |                           |  |
| Barbara di Württemberg                                 |                                       | Federico I di Württemberg           |                                     |  |  |       |  |  |                                   |  |  |                           |  |
|                                                        |                                       | Sibilla di Anhalt                   | Gioacchino Ernesto di Anhalt        |  |  |       |  |  |                                   |  |  |                           |  |
|                                                        |                                       | Sibilla di Anhalt                   | Gioacchino Ernesto di Anhalt        |  |  |       |  |  |                                   |  |  |                           |  |
|                                                        |                                       | Sibilla di Anhalt                   | Agnese di Barby-Mühlingen           |  |  |       |  |  |                                   |  |  |                           |  |
| Federico VII di Baden-Durlach                          |                                       | Sibilla di Anhalt                   |                                     |  |  |       |  |  |                                   |  |  |                           |  |
|                                                        | Giovanni I del Palatinato-Zweibrücken | Volfango del Palatinato-Zweibrücken |                                     |  |  |       |  |  |                                   |  |  |                           |  |
|                                                        | Giovanni I del Palatinato-Zweibrücken | Volfango del Palatinato-Zweibrücken |                                     |  |  |       |  |  |                                   |  |  |                           |  |
|                                                        | Giovanni I del Palatinato-Zweibrücken | Anna d'Assia                        |                                     |  |  |       |  |  |                                   |  |  |                           |  |
| Giovanni Casimiro del Palatinato-Zweibrücken-Kleeburg  | Giovanni I del Palatinato-Zweibrücken |                                     |                                     |  |  |       |  |  |                                   |  |  |                           |  |
|                                                        |                                       | Maddalena di Jülich-Kleve-Berg      | Guglielmo di Jülich-Kleve-Berg      |  |  |       |  |  |                                   |  |  |                           |  |
|                                                        |                                       | Maddalena di Jülich-Kleve-Berg      | Guglielmo di Jülich-Kleve-Berg      |  |  |       |  |  |                                   |  |  |                           |  |
|                                                        |                                       | Maddalena di Jülich-Kleve-Berg      | Maria d'Austria                     |  |  |       |  |  |                                   |  |  |                           |  |
| Cristina Maddalena del Palatinato-Zweibrücken-Kleeburg |                                       | Maddalena di Jülich-Kleve-Berg      |                                     |  |  |       |  |  |                                   |  |  |                           |  |
|                                                        |                                       | Carlo IX di Svezia                  | Gustavo I di Svezia                 |  |  |       |  |  |                                   |  |  |                           |  |
|                                                        |                                       | Carlo IX di Svezia                  | Gustavo I di Svezia                 |  |  |       |  |  |                                   |  |  |                           |  |
|                                                        |                                       | Carlo IX di Svezia                  | Margherita Leijonhufvud             |  |  |       |  |  |                                   |  |  |                           |  |
| Caterina di Svezia                                     |                                       | Carlo IX di Svezia                  |                                     |  |  |       |  |  |                                   |  |  |                           |  |
|                                                        |                                       | Anna Maria di Wittelsbach-Simmern   | Ludovico VI del Palatinato          |  |  |       |  |  |                                   |  |  |                           |  |
|                                                        |                                       | Anna Maria di Wittelsbach-Simmern   | Ludovico VI del Palatinato          |  |  |       |  |  |                                   |  |  |                           |  |
|                                                        |                                       | Anna Maria di Wittelsbach-Simmern   | Elisabetta d'Assia                  |  |  |       |  |  |                                   |  |  |                           |  |
|                                                        |                                       | Anna Maria di Wittelsbach-Simmern   |                                     |  |  |       |  |  |                                   |  |  |                           |  |